# ألفريدو ستيفينس
ألفريدو ستيفينس (بالإسبانية: Alfredo Stephens) (25 ديسمبر 1994 ببنما - ) هو لاعب كرة قدم بنمي في مركز الوسط. شارك مع منتخب بنما لكرة القدم. أما مع النوادي، فقد لعب مع بلازا أمادور وClub Deportivo Universitario ‏ وRío Abajo F.C. ‏ ونادي داك 1904 دونيسكا ستريدا.

## وصلات خارجية
- ألفريدو ستيفينس على موقع إي إس بي إن إف سي (الإنجليزية)
- ألفريدو ستيفينس على موقع قاعدة بيانات كرة القدم.إي يو (الإنجليزية)
- ألفريدو ستيفينس على موقع ناشيونال فوتبول تيمز (الإنجليزية)
- ألفريدو ستيفينس على موقع Soccerbase.com (لاعب) (الإنجليزية)
- ألفريدو ستيفينس على موقع Soccerway.com (الإنجليزية)
- ألفريدو ستيفينس على موقع AS.com (الإسبانية)